# Alfred Colombet
Pour les articles homonymes, voir Colombet.
Alfred Colombet, né le 15 mars 1852 à Tence et mort le 1er mai 1915 à Saint-Étienne, est un journaliste, avocat et homme politique français, ayant exercé sous la IIIe République.
C'est sur la proposition d'Alfred Colombet, alors conseiller municipal de Saint-Étienne et conseiller général de la Loire, que naît en 1889, le Musée d'art et d'industrie de Saint-Étienne.
Il est également connu pour avoir été, dès 1888, l'instigateur des lavabos dans les mines de Saint-Étienne et à l'origine de la loi du 12 juin 1893 imposant aux patrons, chefs d'ateliers, aux usines et aux Compagnies certaines obligations ayant trait à l'hygiène et à la bonne tenue des ateliers et des chantiers.

## Biographie
Pierre-Alfred Colombet, dit Alfred Colombet, est le fils unique de Jean François Xavier Colombet, aubergiste et de Victorine Monteil, originaires de Haute-Loire.
En 1876, Alfred intègre le fameux 18e bataillon de chasseurs à pied basé à Romorantin, sous les ordres du commandant Félix Washington Latour d’Affaure.
Diplômé en Droit à Paris, il exerçait la profession d'avocat à Saint-Étienne, son cabinet étant situé au 4, rue de la Loire. Le 7 août 1880, il conclut sa thèse pour la licence "Legatis. Des legs particuliers. De la complicité.", disponible à la bibliothèque nationale de France.
En tant que journaliste, il a collaboré à plusieurs publications à Paris et en province.
Il fonde en 1883 le journal radical et socialiste, "La Montagne", avec Émile Girodet, député de la Loire (1881-1885, 1889-1898) et maire de Saint-Étienne (1888-1892). En novembre 1883, moins de deux mois après la création du journal, Émile Girodet annonce que La Montagne est momentanément dans l'impossibilité de continuer sa publication du fait de l'arrestation de son rédacteur en chef, le citoyen Alfred Colombet.
De nouveau emprisonné quelques années plus tard "pour insultes à la majorité du conseil", la cour d'appel de Lyon annonce le 15 novembre 1895 que la peine de prison prononcée par le tribunal de Saint-Étienne a été réduite de deux mois à quinze jours.
En 1885, il devient rédacteur en chef du "Réveil Républicain" et du journal illustré "le Tocsin". En 1887, il est nommé rédacteur en chef du "Ralliement".
Il contribue à la création de la Bourse du travail de Saint-Étienne en 1888 et participe à l'organisation d'une Exposition industrielle et des Beaux-Arts en 1891 qui a connu un grand succès.
Il finit sa carrière en tant que juge de paix à Saint-Genest-Malifaux.

## Politique
Alfred Colombet devient conseiller général de la Loire (canton nord-est de Saint-Étienne) de 1886 à 1892, et de 1896 à 1898.
En 1888, il est élu conseiller municipal de Saint-Étienne (1888-1892) sur la liste d'Émile Girodet qui deviendra maire à l'occasion de cette élection. Il est également plusieurs fois élus conseiller municipal par la suite. Au moins jusqu'en 1900.
Dans Le Stéphanois du 10 janvier 1889, réagissant à la candidature du Général Boulanger aux élections municipales de Paris du 27 janvier 1889, Colombet s'oppose à la majorité du conseil municipal de Saint-Étienne, à laquelle il appartient pourtant, considérant qu'elle n'est pas dans son droit lorsqu'elle réclame des mesures d'exception contre le Général Boulanger, et qu'elle s'aplatit dans un gouvernement qui n'a cessé d'être anti-républicain vis-à-vis du conseil municipal de Saint-Étienne. Il déclare notamment :
- "J'ai l'honneur de vous prévenir que je ne puis signer l'ordre du jour que vous m'avez adressé (...), non pas parce qu'il est antiboulangiste, mais parce qu'il est la constatation de l'aplatissement du conseil municipal devant un gouvernement qui n'a cessé d'être anti-républicain vis-à-vis du conseil municipal de Saint-Étienne. Vous osez demander, dans cet ordre du jour, des lois d'exception contre une personnalité turbulente (Boulanger), et vous savez que toutes les lois d'exception, proposées par certains républicains, n'ont été appliquées qu'aux seuls socialistes. Nous autres qui sommes des fervents défenseurs des idées de la Révolution, nous ne pouvons vous suivre sur ce terrain. (...) A voir le souci de tous les politiciens cherchant à prendre dans le piège les socialistes, qu'ils enverront demain à Nouméa, le peuple comprendra, surtout le peuple de Paris, qu'il doit faire une bonne fois justice de tous ces politiciens, qu'ils se nomment Boulanger, Floquet, Ferry, ou autres. Alfred COLOMBET."

En décembre 1891, après le coup de grisou du puits de la Manufacture qui a laissé 60 familles orphelines, c'est en sa qualité de conseiller général de ce canton tant de fois éprouvé par ce terrible fléau, qu'Alfred Colombet, premier défenseur des mineurs, prend la parole lors des funérailles, n'hésitant pas à s'en prendre à M. Guillain, représentant du Ministre des Travaux publics, Yves Guyot. Il déclare notamment :
- « Chaque année, la mine apporte son lugubre tribut de cadavres. Et chaque fois aussi, ce sang versé nous a valu, de la part du gouvernement, quelques petites concessions pour les mineurs. Que les soixante cercueils qui sont rangés là, fassent au moins le souvenir à nos législateurs ce que valent les existences des ouvriers de la mine. Qu'ils nous accordent ce que, depuis si longtemps, nous n'avons cesse de demander. »

Le 4 août 1895, dans Le Stéphanois, il lance l'appel suivant aux électeurs du canton sud-est de Saint-Étienne :
- « Citoyens électeurs, L'Union socialiste vous fait un dernier appel pour le scrutin de dimanche prochain, 4 août. Soyez tous debout ! En face des partis déchus qui relèvent la tête avec le titre de républicains libéraux. En face de républicains qui cherchent un titre pour couvrir leur défection. Le mauvais vouloir et l'incompétence à accomplir des réformes, toujours promises et jamais réalisées, ont compromis la République dans son essence même. C'est elle que nous venons défendre comme aux heures suprêmes. Que tous les républicains dignes de ce nom viennent se ranger sous les plis du drapeau des réformes socialistes. Vous saurez que toutes nos forces tendent à alléger les charges des travailleurs et du petit commerçant par des améliorations économiques sérieuses. Chez nous, pas de panamistes, pas de monteurs d'affaires véreuses, qui partout sèment la ruine et le ravage chez les artisans ayant amassé péniblement quelques économies. Nous voulons notre cité grande par la puissance de son travail et de son génie. Tous les efforts de nos candidats ont déjà poursuivi ce but. Leur passé garantit l'avenir et vous viendrez affirmer tous votre foi aux réformes sociales qui doivent donner la République sociale, la seule qui soit vraie. Pas d'abstention, et votez en masse serrée pour les citoyens : Alfred COLOMBET ; Ex-conseiller général, candidat au Conseil général. »

En février 1902, briguant à nouveau le siège de conseiller général du canton nord-est de Saint-Étienne, il lance cet appel aux électeurs par cette profession de foi parue dans le quotidien Le Stéphanois :
- « Citoyens, camarades. Toujours défenseur des travailleurs et des revendications ouvrières, mon programme, celui de tous les socialistes, est connu par mes actes. Élu un des premiers par les ouvriers mineurs, aux heures difficiles, j'ai constamment lutté à leurs côtés pour leurs droits à la vie et à l'amélioration de leur sort. Je fus à leur tête aux heures de danger. Il faut qu'aujourd'hui je combatte avec mes vieux camarades pour la réalisation définitive de leurs droits à la retraite et à la réduction et réorganisation du travail. Comme dans le passé, je le ferai sans faiblesse, quelles que soient les résistances. Prometteur et inspirateur des concessions de tramways qui feront la richesse de Saint-Genest Lerpt Côte-Chaude, Le Cluzel et Roche-la-Molière jusqu'à Firminy (par les Granges), je mettrai toute mon énergie à achever mon œuvre. Initiateur de l'emploi des lavabos dans les mines, je contraindrai les dernières résistances à subir l'expérience déjà faite aux puits Combes et aux autres. Aux ouvriers métallurgistes, je rappelle mon intervention utile dans les différends des ouvriers et employés des tramways à vapeur et mes efforts heureux pour la cause des chauffeurs et mécaniciens du P-L-M. Aux passementiers, tous mes efforts dans l'intérêt de leur cause. Mon passé républicain et socialiste vous garantit la sincérité de mes promesses. Vive la République sociale ! Affirmez sur mon nom toutes vos énergiques revendications. Alfred Colombet »

## Alfred Colombet, Initiateur de l'emploi des lavabos dans les mines stéphanoises et françaises
Lors de la séance du conseil général de la Loire du 18 août 1897, Alfred Colombet renouvelle le dépôt d'un vœu tendant à obliger les Compagnies minières à mettre à la disposition des ouvriers mineurs des lavabos et des vestiaires. Le vœu est voté à l'unanimité. Le rapport de M. Colombet est conçu comme il suit (Le Stéphanois 19 août 1897) :
- « Messieurs, J'ai eu l'honneur de déposer à la séance du Conseil général du 9 avril 1888 une proposition tendant à l'établissement de vestiaires et de lavabos à l'usage des ouvriers mineurs à la sortie des mines. M. le préfet fit observer à cette occasion que cette mesure dépendait du bon vouloir des Compagnies, et il ajoutait "qu'il ne croyait pas que la législation en vigueur donnât à l'administration préfectorale le pouvoir d'obliger les Compagnies à créer des vestiaires à la sortie des mineurs." Le Conseil général, après ces observations, a voté à l'unanimité la proposition qui lui était soumise. Depuis cette époque, elle fut souvent renouvelée et toujours accueillie avec la même faveur par le Conseil général. Dans un rapport très circonstancié, notre honorable collègue, M. Galley, tout en s'associant comme rapporteur au nom de la Commission au vœu que j'avais émis, arrivait à des conclusions presque identiques à celles indiquées plus haut, en déclarant le projet presque impraticable. Il est probable que ces vœux et ces votes ont eu une influence sur les dispositions législatives consacrées depuis, puisqu'une loi intervenait le 12 juin 1893 imposant aux patrons, chefs d'ateliers, aux usines et aux Compagnies certaines obligations ayant trait à l'hygiène et à la bonne tenue des ateliers et des chantiers. Enfin, un décret du 10-11 mars 1894 édictait un règlement d'administration pour l'application de la loi du 12 juin de 1893 en ce qui concerne les mesures à prendre pour l'hygiène, la salubrité et la protection dans les manufactures, usines, chantiers et ateliers de tous genres. Je donne lecture de l'article 8, paragraphe 2 de ce règlement : "Les patrons mettront à la disposition de leur personnel les moyens d'assurer la propreté individuelle, vestiaires avec lavabos, ainsi que l'eau de bonne qualité pour la boisson." Ce que j'avais demandé en 1888 et qui avait été approuvé unanimement par le Conseil général se trouve généralisé et applicable à toutes les industries, à tous les chantiers, mêmes les chantiers des mines. Malheureusement les prescriptions de la loi sont demeurées lettre-morte presque partout dans notre département, alors que dans le département de la Seine et dans la région du Nord elles sont rigoureusement appliquées non seulement dans les ateliers et les usines mais aussi dans les mines. Je vous prie, Messieurs, de bien vouloir inviter, M. le Préfet à veiller à la stricte application de la loi et d'exiger avec la rigueur indispensable, l'établissement avec un fonctionnement régulier des vestiaires avec lavabos en donnant les ordres nécessaires pour l'exécution des mesures prescrites par l'art. 8 § 2 du décret du 10-11 mars 1894. »

Depuis cette époque, Alfred Colombet est connu pour avoir été, dès 1888, l'instigateur des lavabos dans les mines de Saint-Étienne et à l'origine de la loi du 12 juin 1893 imposant aux patrons, chefs d'ateliers, aux usines et aux Compagnies certaines obligations ayant trait à l'hygiène et à la bonne tenue des ateliers et des chantiers.

## Musée d'art et d'industrie de Saint-Étienne
En 1833, la municipalité de Saint-Étienne décide d'instaurer un fonds destiné à la création d'un musée sans pour autant lui affecter un lieu d'exposition.
À partir de 1846, est construit par Étienne Boisson, architecte, un bâtiment destiné à recevoir la sous-préfecture. Il deviendra le Palais des Arts pour abriter le musée et la bibliothèque municipale. En 1851, une grande part de la collection d'armes du maréchal Oudinot est achetée.
Sur la proposition d'Alfred Colombet, conseiller municipal de Saint-Étienne et conseiller général de la Loire, naît en 1889, le Musée d'Art et d'Industrie qui réunit les « beaux-arts » et les « arts industriels ». Colombet propose l'historien Marius Vachon comme conservateur. Ce dernier est nommé dans la foulée et deviendra ainsi le premier conservateur du Musée d'art et d'industrie.
Passionné par les arts et notamment la peinture, Alfred Colombet a réalisé, vers 1880, à la plume, un portrait d'Auguste Aymard, conservateur du musée Crozatier au Puy-en-Velay, où se trouve aujourd'hui cette caricature.
Alfred Colombet est également l'auteur de l'ouvrage La Maison des larmes, roman inédit écrit en 1882.

## Orientation politique
Proche d'Émile Girodet, Alfred Colombet était apparenté aux socialistes républicains. Il était favorable à l'union des radicaux aux socialistes modérés. Le 13 mai 1886, il déclare notamment lors d'une réunion publique tenue au Prado : "Je suis socialiste, et je me présente ici au nom des travailleurs, (...) qui veulent faire passer le nécessaire avant le superflu."
Fait marquant, il est notamment l'homme qui est à l'origine de la « salle des pendus » dans les mines de Saint-Étienne.
La « salle des pendus » est spécifiquement connue sous le nom de « lavabo » dans la Loire.

## Vie privée
Alfred Colombet a épousé Lucie Arsac (1867-1957, qui venait d'une famille d'armuriers stéphanois). Ensemble, ils ont deux filles : Paule Colombet (1890-1950) et Marie-Laure Colombet (1894-1993). Cette dernière a épousé l'avocat stéphanois, Louis Terle (1895-1982), qui fut bâtonnier du barreau de Saint-Étienne de 1952 à 1954, juge de paix, officier d'académie et décoré de l'Ordre national du Mérite. De laquelle union est né un enfant, Robert Terle (1918-1998) à Saint-Étienne. Robert Terle deviendra à 21 ans en 1939, plus jeune avocat de France. Inscrit au barreau de Lyon jusqu'en 1952 (d'abord au sein du cabinet de Maître Chavrier, puis à son compte), il est l'auteur, en 1948, d'un remarquable discours prononcé à la Cour d'Appel de Lyon sur le « Respect de la Personne Humaine ». Il deviendra par la suite directeur de la Société des Mines de Saint-Étienne, puis de la Mutualité. À sa retraite en 1978, il avait sous ses ordres plus de 800 employés. Il était aussi professeur d'éducation physique. Il siégera des années 1960 à 1978 au conseil d'administration de l'AS Saint-Étienne.
Durant la Seconde Guerre mondiale, Robert Terle était chef de char et capitaine de réserve.
En 1944, Robert Terle a épousé Andrée Bedouce (1921-1967), la petite-fille de l'homme politique toulousain, Albert Bedouce. Sont nés de cette union, deux enfants, Yves (né en 1946) et Guy Terle (né en 1948), ce dernier, père de trois enfants, était chirurgien-dentiste, place Jacquard à Saint-Étienne, jusqu'à sa retraite en décembre 2013.
Alfred Colombet repose au cimetière du Crêt de Roc.

## Hommages
Louis Soulié, maire de Saint-Étienne de 1919 à 1930 et de 1935 à 1939, propose lors du conseil municipal du 4 novembre 1927, d'immortaliser le nom d'Alfred Colombet en nommant ainsi une rue de la ville. Depuis ce jour, l'ancien Chemin des Rochettes, devenu Rue Alfred-Colombet, s'étend de la Rue de Tardy à la Rue Florent-Evrard, et longe le cimetière de Montmartre (cantons sud-ouest 2 et 3). Le stade de football de la rue porte également son nom puisqu'il s'agit du Stade Alfred-Colombet.
Alfred Colombet a également reçu la médaille de la ville de Saint-Étienne en 1888 en tant que conseiller municipal, et en 1891, notamment pour féliciter son travail dans la création du Musée d'art et d'industrie, qui a offert à la ville une plus grande exposition industrielle.
Le 12 juin 2015, la ville de Saint-Étienne a officiellement inauguré l'espace Alfred-Colombet situé dans le quartier de Tardy où se trouve la rue du même nom.